# Klima Therm
Klima-Therm – polskie przedsiębiorstwo w branży HVAC (ogrzewanie, wentylacja, klimatyzacja). Jego oferta obejmuje klimatyzatory, kurtyny powietrzne i pompy ciepła.

## Historia
Przedsiębiorstwo rozpoczęło działalność w 1996 roku. Rok później firma Klima-Therm zaczęła współpracę z japońską marką Fujitsu w zakresie dystrybucji systemów klimatyzacji, dzięki czemu zyskała mocną pozycję na rynku produktów klimatyzacyjnych w Polsce. W latach 2002 – 2004 firma rozpoczęła współpracę z niemiecką marką Aerial i duńską marką Cotes. Kolejnym krokiem w rozwoju firmy był zakup udziałów firmy Klimor w 2010 roku, co rozszerzyło portfolio oferowanych przez firmę produktów o urządzenia wentylacyjne. W 2018 roku firma Klima-Therm stała się właścicielem dwóch kolejnych spółek produkcyjnych – Clima-Produkt i Barbor.
W 2014 r. Klima-Therm została wyróżniona tytułem "National Champion (Poland)” w konkursie “The European Business Awards” organizowanym pod patronatem firmy audytorskiej RSM International.

## Działalność
Grupa Klima-Therm dostarcza klientom systemy klimatyzacyjne, wentylacyjne i grzewcze z oferty urządzeń kilku uznanych na rynku marek. Oferta kierowana jest zarówno do inwestorów instytucjonalnych, jak i konsumentów. Celem jest zapewnienie komfortowego powietrza do pracy i odpoczynku we wszystkich pomieszczeniach, w których przebywa człowiek.
Klima-Therm tworzy grupę kilku powiązanych kapitałowo spółek o profilu produkcyjnym i dystrybucyjnym. Grupa jako organizacja działa na terenie Polski, Skandynawii, krajów nadbałtyckich, a poza Europą – na obszarze Stanów Zjednoczonych. Wiodącymi podmiotami w jej strukturze są operujące w Polsce spółki: Klima-Therm – dystrybutor systemów klimatyzacji freonowej i wody lodowej, oraz producenci systemów wentylacyjnych i komponentów instalacji HVACR firmy: Klimor, Clima-Produkt oraz Barbor. Za pośrednictwem spółek FG Nordic, Skiab, FG Finland i FG Baltics. Grupa Klima-Therm dostarcza produkty klimatyzacyjne do Szwecji, Finlandii oraz w Estonii. Za sprzedaż urządzeń klimatyzacyjnych i wentylacyjnych w Ameryce Północnej odpowiada spółka Klimor USA Inc.